# 김기백 (만화가)
김기백(본명:김기태)(1935년 10월 8일 ~)은 대한민국의 만화가다. 1962년 네 칸 시사만화「나비영감」을《전남매일신문》에 연재하며 데뷔했다. 하지만 철도청을 풍자했다는 이유로 필화사건을 겪은 후 어린이 만화로 창작 영역을 옮겼다. 하고명, 임창 등과 함께 만화방에 공급되는 명랑만화의 계보를 이어나가며 어린이들의 상상력을 자극하는 작품들을 발표했다. 대표작인「행운아」,「대성공 시리즈」,「인생 마라톤 시리즈」,「태양열 시대」등은 당시 어린이 독자들 사이에서 큰 인기를 얻었다.
제24대 한국만화가협회 회장을 역임한 김동화(본명 김종철)(1차 필명 김정의), 시사만화가 김인, 스토리 작가 김병인, 명랑만화가 김영하(본명 김영삼), 이진주(본명 이세권),  이보배(본명 전경희),최신오(본명 최효식) 등이 김기백의 제자이다.「아기공룡 둘리」의 김수정이 중학교 3학년 시절 만화가가 되기 위해 가출해 무작정 찾아갔지만, 집을 찾지 못해 결국 만남이 성사되지 못한 만화가가 김기백이라는 일화도 있다.
배우자인 민애니(본명 민신식)도 같은 시기에 여성 만화가로 활동했다. 1980년대 후반 두 사람이 함께 행진만화학원을 운영하기도 했다.

## 경력
1989 행진만화학원 공동운영

### 전시
- 2010 부천시청사 로비 한국전쟁 소재 카툰 전시

## 작품 활동
- 1962《나비영감》
- 1965《고물딱지》
- 1966《행운아》
- 1970《대성공 광부들》,《새해의 종소리》
- 1975《고거창의 빨간바지》,《소년 학도병》
- 1976《창경원 호랑이와 인정의 울타리》
- 1977《친구를 찾아라》,《우정의 현해탄》,《우정 어린 약속》
- 1979《청색별에서 온 소년》,《우주 표류자》
- 1980《개구장이 방송국》,《심술작전》
- 1988《자린고비 청춘》
- 1989《작은 악마의 불시착》
- 1993《맹물신랑과 원더풀새댁》
- 2008《형아, 영어 수업 어떻게 해?》

1. ↑  구유나 (2017년 8월 21일). “김동화 이사장은 누구?…'빨간 자전거'그린 '만화 한류' 원조”. 머니투데이. 2024년 3월 30일에 확인함.
2. ↑  최영훈 (2010년 5월 1일). “만화가 김영하 “내 작품만 2000권…복간은…””. 서울신문. 2024년 3월 30일에 확인함.
3. ↑  김연희 (2003년 4월 15일). ““아기공룡 둘리가 성년 됐어요””. 문화일보. 2024년 3월 30일에 확인함.